# Lasiacis ruscifolia
Lasiacis ruscifolia là một loài thực vật có hoa trong họ Hòa thảo. Loài này được (Kunth) Hitchc. ex Chase mô tả khoa học đầu tiên năm 1911.